# Lahdenpohja (sjö i Parikkala, Södra Karelen)
Lahdenpohja är en sjö i kommunen Parikkala i landskapet Södra Karelen i Finland. Sjön ligger 68,8 meter över havet. Arean är 1,12 kvadratkilometer och strandlinjen är 6,657 kilometer lång. Sjön  ingår i Hiitolanjokis huvudavrinningsområde.   Den ligger omkring 100 km nordöst om Villmanstrand och omkring 300 km nordöst om Helsingfors. 
I sjön finns öarna Heinäsaari och Suurisaari. 